# Balder Gloor
Baldur Roland Peter Gloor (* 30. März 1932 in Madrid) ist ein Schweizer Ophthalmologe und ehemaliger Vorsteher der Universitäts-Augenklinik Basel sowie früherer Direktor der Universitäts-Augenklinik Zürich.

## Leben

### Werdegang
Balder Gloor ist Bürger von Basel und wuchs in Solothurn und Magglingen auf. Der Vorname Baldur wurde bei der Geburt in Madrid eingetragen, obwohl er Balder heissen sollte und sich im Alltag so nennt. Von 1951 bis 1958 studierte er Medizin in Bern und promovierte mit einer Arbeit über Die künstlerischen Mitarbeiter von Albrecht von Haller. Seine Assistenzarztjahre absolvierte er in den Fächern Pathologie, Innere Medizin und von 1963 bis 1967 in Ophtalmologie, auf die er sich spezialisierte. Von 1967 bis 1969 war Balder Gloor Fight for Sight Fellow bei Bernard Becker an der Washington University School of Medicine in St. Louis, Missouri. Von 1969 bis 1974 arbeitete er als Oberarzt und stellvertretender Direktor der Universitäts-Augenklinik Bern. 1974 wurde er Professor und Vorsteher der Universitäts-Augenklinik Basel, wo er die schweizweit erste durchorganisierte Facharzt-Weiterbildung einführte. 1985 wechselte er als Direktor an die Universitäts-Augenklinik Zürich, die er bis zu seiner Emeritierung im Jahr 2000 leitete. Er war Dekan der jeweiligen Medizinischen Fakultäten, 1979/80 an der Universität Basel und 1992 bis 1994 an der Universität Zürich.

### Weitere Tätigkeiten
Balder Gloor engagierte sich mit Öffentlichkeitsarbeit in seinem Fachgebiet. Er war Mitglied, Vorstandsmitglied und Präsident zahlreicher Forschungs- und Fachgesellschaften, so von 1994 bis 2000 im Vorstand der International Federation of Ophthalmological Societies und des International Council of Ophthalmologi sowie im Weltverband der nationalen Ophthalmologischen Gesellschaften, wo er die Reorganisation und Änderung der Statuten mitverantwortete. Ausserdem war er Mitglied und Vorstandsmitglied der Academia Ophthalmologica internationalis, Gründungsmitglied der European Academy of Ophthalmology und von 1979 bis 1981 Präsident der Schweizerischen Ophthalmologischen Gesellschaft (SOG).
Publizistisch war er als Ko-Editor der Klinischen Monatsblätter für Augenheilkunde tätig, als Herausgeber der Bücherei des Augenarztes und Reviewer für die Zeitschriften Graefes Archiv, Der Ophthalmologe, Klin Mbl Augenheilkunde, Surv. Ophthalmology, European J. Ophthalmology.

### Nach der Emeritierung
Nach seiner Emeritierung engagierte sich Gloor bis 2007 in Vollzeitarbeit für das von ihm begründete Fellowship-Programm zur Weiterbildung von Ophthalmologen aus der Dritten Welt in den Industriestaaten, an dem seither mehr als 1'000 Augenärzte teilnahmen.
Von 2013 bis 2017 arbeitete Balder Gloor den in der Zentralbibliothek Solothurn aufbewahrten Nachlass seines Grossvaters Arthur Gloor-Largiadèr (1869–1954) auf, des ersten Ophthalmologen in Solothurn. Zwischen 1899 und 1954 hat Gloor-Largiadèr die Augenkrankheiten von 45'000 Patienten seiner Privatpraxis und der Praxis am Bürgerspital Solothurn schriftlich festgehalten und illustriert. Sein Enkel Balder Gloor hat die Krankheitsgeschichten und Behandlungsmethoden analysiert und vor dem Hintergrund der Augenheilkunde in der ersten Hälfte des 20. Jahrhunderts dargestellt.

## Forschung
In seiner Forschungsarbeit gelang Balder Gloor der Nachweis von Zellteilungsaktivitäten in Müller’schen Stützzellen, Pigmentepithelzellen und Cornea-Endothelzellen. Er führte erste Untersuchungen des Flüssigkeitstransports aus dem Zwischenraum zwischen Neuroretina und Pigmentepithel mit radioaktiven Substanzen durch. Und er konnte unter anderem nachweisen, welche Zellen und welche Mechanismen nach einer Operation einer Netzhautablösung für die gelegentlich auftretende pathologische Zellproliferation auf der Netzhaut und im Glaskörper verantwortlich sind. Beim Glaukom zeigte er, dass früheste Symptome nicht bei der Einschränkung des Gesichtsfeldes zu suchen sind – «das ist bereits der Anfang vom Ende» –, sondern bei Veränderungen am Sehnerv. Zudem war Balder Gloor einer der Ersten, welche Stammzelltransplantationen nach Verätzungen der Hornhaut durchführten.

## Auszeichnungen und Ehrungen (Auswahl)
- 1967–1969: Fight for Sight Fellowship Award
- 1968: Theodor-Axenfeld Preis
- 1999: Auszeichnung der Marfan Stiftung Schweiz
- 2005: Paul Harris Fellow von Rotary International
- 2010: Honorary Life Member des Board of the International Council of Ophthalmology
- 2012: Ehrenmitglied der Julius Hirschberggesellschaft
- 2015: Ehrenmitglied der Schweizerischen Ophthalmologischen Gesellschaft

## Veröffentlichungen (Auswahl)
- Die künstlerischen Mitarbeiter von Albrecht v. Haller (= Berner Beiträge zur Geschichte der Medizin und der Naturwissenschaften. Nr. 15. Haupt, Bern 1958 (Dissertation)).
- mit M. L. Gloor, B. Daicker, J. Meszaros: Heilung mechanischer Läsionen des Hornhautendothels bei Kaninchen und Rhesusaffen. Autoradiographische Untersuchungen am Flachpräparat. In: Naumann, Gloor ed.: Wundheilung des Auges und ihre Komplikationen. J. F. Bergmann, München 1980.
- als Hrsg. mit Gottfried Naumann: Wundheilung des Auges und ihre Komplikationen. J. F. Bergmann, München 1980.
- mit L. Rokos, R. Leuenberger: Abtransport von 13lJ Hippursäure und 22Na aus dem Retroretinal Raum bei experimenteller arhegmatogener Netzhautablösung. In: Graefes Arch. Ophthal. 197: 107 117, 1975.
- als Hrsg. mit J. Flammer, A. Glowazki, G. Krieglstein: Automatische Perimetrie (= Bücherei des Augenarztes. Bd. 110). 1987.
- als Hrsg.: Glaukomchirurgie im Detail. Bd. 132/1994. Bücherei des Augenarztes, Beihefte der Klinischen Monatsblätter für Augenheilkunde. Ferdinand Enke Verlag, Stuttgart 1994.
- Gefahren der 360°-Fadentrabekulotomie. In: Der Ophthalmologe. 100-103, 1998.
- Nachruf auf Dr. Bernard Becker. In: Klin Monatsbl Augenheilkd. 2013: 230, 1-2N 320.
- Augenheilkunde von 1899 bis 1954 – gelebt und gezeichnet. Der Nachlass von Dr. med. Arthur Gloor-Largiadèr. Basel 2017.
- Von Magglingen bis Zürich. Erinnerungen, Autobiografisches und Episoden. In: Ophta. 4, 2019.
- Mein Weg durch die Augenheilkunde. Stämpfli-Verlag, Bern 2022, ISBN 978-3-7272-6099-5.